# Francesco Correggio
Francesco Correggio va ser senyor de Casalpò, Nosedolo, Olmo, Pradanelle i San Sisto en feu del duc de Milà el 1421 junt amb el germà Jacopo Correggio. El 1432 va acceptar al feu una guarnició veneciana el que va provocar la colera del duc de Milà, que va enviar a Erasmo Trivulzio que va confiscar el feu i el va detenir i portar a Milà per ser jutjat i va ser esquarterat viu en públic a Milà el 1432.
Va deixar dos fills, patricis de Parma, empresonats el 1432.